# Philip Winchester
Pour les articles homonymes, voir Winchester.
Philip Winchester est un acteur américain né le 24 mars 1981 à Belgrade, Montana.

## Biographie
Philip Winchester est né le 24 mars 1981 à Belgrade, Montana. Ses parents sont Jay et Barbara Winchester (d'origine anglaise).
Il a un frère, Ian Winchester.

### Carrière
Sa carrière commence par un petit rôle en 1998 dans Piège à haut risque.
Après avoir été diplômé, il continua au théâtre dans Le Roi Lear en 2007 avec la Royal Shakespeare Company.
En 2008, il incarne Robinson Crusoé dans la série éponyme. L'année suivante, il joue dans la série Croqueuse d'hommes.
Il apparaît aussi dans In my Sleep et Solomon Kane et dans la mini-série de science-fiction Alice au pays des merveilles.
Entre 2010 et 2011 il joue dans Fringe, puis il fait une apparition dans la série Camelot.
De 2010 à 2018, il joue dans la série Strike Back.
En 2015, il est à l'affiche de The Player avec Wesley Snipes et Charity Wakefield.
En 2018, après l'annulation de Chicago Justice, un an plus tôt, il rendosse le rôle de Peter Stone, substitut du procureur dans la série New York unité spéciale.

### Vie privée
Il est marié depuis 2008 à Megan Coughlin. Ils ont deux enfants.

## Filmographie

### Cinéma
- 1998 : Piège à haut risque (The Patriot) de Dean Semler : Un jeune militaire
- 1999 : The Hi-Line de Ron Judkins : Le serveur au café
- 2003 : Injection fatale (LD 50 Lethal Dose) de Simon De Selva : Vaughn
- 2004 : Thunderbirds de Jonathan Frakes : Scott Tracy
- 2006 : Flyboys de Tony Bill : William Jensen
- 2006 : Shaking Dream Land de Martina Nagel : Robert
- 2007 : The Heart of the Earth (El corazón de la tierra) d'Antonio Cuadri : Robert Coyle
- 2009 : Solomon Kane de M. J. Bassett : Henry Telford
- 2010 : In My Sleep d'Allen Wolf : Marcus
- 2014 : Undrafted : Fotch
- 2020 : Rogue de M. J. Bassett : Joey Kasinski
- 2021 : Espèces menacées (en) (Endangered Species) de M. J. Bassett : Jack Halsey
- 2022 : A Week in Paradise de Philippe Martinez : Sam
- 2025 : Red Sonja de M. J. Bassett

#### Courts métrages
- 2005 : The Telephone de Rob Finlay : John
- 2020 : 38 Minutes de Paul Lacovara : John Taverner

### Télévision

#### Séries télévisées
- 2005 : Les Experts : Miami (CSI: Miami) : Chris Allen
- 2008 - 2009 : Crusoe : Robinson Crusoé
- 2009 : Croqueuse d'hommes (Maneater) : Aaron Mason
- 2009 : Alice au pays des merveilles (Alice) : Jack Chase
- 2010 : Warehouse 13 : Un marine / Un cowboy / Un gladiateur / Un scientifique fou
- 2010 - 2011 : Fringe : Franck Stanton
- 2010 - 2018 : Strike Back : Sergent Michael Stonebridge
- 2011 : Camelot : Leontes
- 2014 : 24 Heures chrono (24) : Colonel Shaw
- 2015 : The Player : Alex Kane
- 2016 - 2017 : Chicago Police Department (Chicago P.D.) : Peter Stone, adjoint du procureur
- 2017 : Chicago Justice : Peter Stone, adjoint du procureur
- 2017 : Chicago Med : Peter Stone, adjoint du procureur
- 2018 - 2019 : New York, unité spéciale : Peter Stone, adjoint du procureur
- 2025 : Nouvelle vie à Ransom Canyon (Ransom Canyon) : Dan Brigman

#### Téléfilm
- 2010 : A Walk in My Shoes de John Kent Harrison : Jake

## Voix françaises
En France, Jean-Pascal Quilichini, est la voix française la plus régulière de Philip Winchester.
En France
| - Jean-Pascal Quilichini, dans : - Strike Back (série télévisée) - 24 Heures chrono (série télévisée) - The Player (série télévisée) - Chicago Police Department (série télévisée) - Chicago Justice (série télévisée) - Chicago Med (série télévisée) - New York, unité spéciale (série télévisée) - Rogue | Et aussi - Donald Reignoux dans Thunderbirds - Léo Dussollier dans Leopard Skin (série télévisée) - Guillaume Lebon dans Nouvelle vie à Ransom Canyon (série télévisée) |